# Hemismittoidea taiwanensis
Hemismittoidea taiwanensis is een mosdiertjessoort uit de familie van de Smittinidae. De wetenschappelijke naam van de soort is voor het eerst geldig gepubliceerd in 2007 door Gluhak, Lewis & Popijak.